# UFC Fight Night: dos Anjos vs. Lee
UFC Fight Night: dos Anjos vs. Lee (conosciuto anche come UFC Fight Night 152 oppure UFC on ESPN+ 10) è stato un evento di arti marziali miste tenuto dalla Ultimate Fighting Championship il 18 maggio 2019 al Blue Cross Arena di Rochester, negli Stati Uniti d'America.

## Risultati
|                  | Divisione            |                  |                 |                       | Metodo                                  | Round           | Tempo           | Premio          |
| Card Principale  | Card Principale      | Card Principale  | Card Principale | Card Principale       | Card Principale                         | Card Principale | Card Principale | Card Principale |
| ---------------- | -------------------- | ---------------- | --------------- | --------------------- | --------------------------------------- | --------------- | --------------- | --------------- |
|                  | Pesi welter          | Rafael dos Anjos | batte           | Kevin Lee             | Sottomissione (arm-triangle choke)      | 4               | 3:47            |                 |
|                  | Pesi medi            | Ian Heinisch     | batte           | Antônio Carlos Júnior | Decisione unanime (29-28, 29-28, 29-28) | 3               | 5:00            |                 |
|                  | Pesi piuma femminili | Felicia Spencer  | batte           | Megan Anderson        | Sottomissione (rear-naked choke)        | 1               | 3:24            |                 |
|                  | Pesi welter          | Vicente Luque    | batte           | Derrick Krantz        | KO tecnico (pugni)                      | 1               | 3:52            |                 |
|                  | Pesi leggeri         | Charles Oliveira | batte           | Nik Lentz             | KO tecnico (pugni)                      | 2               | 2:11            |                 |
|                  | Pesi leggeri         | Davi Ramos       | batte           | Austin Hubbard        | Decisione unanime (30-27, 30-27, 30-27) | 3               | 5:00            |                 |
| Card Preliminare |                      |                  |                 |                       |                                         |                 |                 |                 |
|                  | Pesi gallo femminile | Aspen Ladd       | batte           | Sijara Eubanks        | Decisione unanime (30-26, 29-27, 29-28) | 3               | 5:00            | FOTN            |
|                  | Pesi leggeri         | Desmond Green    | batte           | Charles Jourdain      | Decisione unanime (30-27, 30-27, 29-28) | 3               | 5:00            |                 |
|                  | Pesi welter          | Michel Pereira   | batte           | Danny Roberts         | KO (ginocchiata volante e pugno)        | 1               | 1:47            | POTN            |
|                  | Pesi piuma           | Grant Dawson     | batte           | Michael Trizano       | Sottomissione (rear-naked choke)        | 2               | 2:27            | POTN            |
|                  | Pesi mediomassimi    | Ed Herman        | batte           | Patrick Cummins       | KO tecnico (ginocchiata e pugni)        | 1               | 3:39            |                 |
|                  | Pesi medi            | Zak Cummings     | batte           | Trevin Giles          | Sottomissione (guillotine choke)        | 3               | 4:01            |                 |
|                  | Pesi piuma           | Julio Arce       | batte           | Julian Erosa          | KO (calcio alla testa)                  | 3               | 1:49            |                 |

## Premi
I lottatori premiati ricevettero un bonus di 50.000 dollari.
Legenda:
- FOTN: Fight of the Night (vengono premiati entrambi gli atleti per il miglior incontro dell'evento)
- POTN: Performance of the Night (viene premiato il vincitore per la migliore performance dell'evento)